# Ayrton Mboko
Ayrton Mboko (Luik, 23 oktober 1997) is een Belgisch voetballer met Congolese roots. Mboko is een verdediger. Sinds de zomer van 2021 zit hij zonder club.

## Carrière
Mboko groeide als oudste van zeven kinderen op in Luik. Op zijn dertiende sloot hij zich voor het eerst aan bij een club. Na een half jaar bij een kleine club verhuisde hij naar Standard Luik. Mboko verliet de club aanvankelijk voor CS Visé, maar keerde op zijn zestiende terug naar Standard. Tijdens de voorbereiding op het seizoen 2016/17 kreeg hij van trainer Yannick Ferrera een kans bij het eerste elftal tijdens de oefenwedstrijden tegen FC Tilleur en KFC Heur-Tongeren – en in september 2016 ook kort in een oefenwedstrijd tegen Olympique Marseille –, maar een officiële debuut in het eerste elftal bleef uit.
In 2017 stapte hij over naar Union Sint-Gillis, waar hij mee het vertrek van Tracy Mpati naar KSC Lokeren moest opvangen. In zijn debuutseizoen speelde hij er achttien competitiewedstrijden – waarvan vier in de play-downs – onder Marc Grosjean. Toen Union op het einde van het seizoen liet weten dat hij in het seizoen daarop niet op veel speelminuten moest rekenen, zorgde zijn makelaar ervoor dat hij zijn contract kon ontbinden.
Via William Still, die hij nog kende van bij Standard, belandde hij kort daarop bij KFCO Beerschot Wilrijk. Daar speelde hij in drie seizoenen slechts twintig officiële wedstrijden, waarop zijn contract begin september 2021 in onderling overleg ontbonden werd.

## Statistieken
| Seizoen         | Club              | Land            | Competitie      | Competitie | Competitie | Beker | Beker | Europees | Europees | Totaal | Totaal |
| Seizoen         | Club              | Land            | Competitie      | Wed.       | Dlp.       | Wed.  | Dlp.  | Wed.     | Dlp.     | Wed.   | Dlp.   |
| --------------- | ----------------- | --------------- | --------------- | ---------- | ---------- | ----- | ----- | -------- | -------- | ------ | ------ |
| 2017/18         | Union Sint-Gillis | Vlag van België | Eerste klasse B | 18         | 0          | 1     | 0     | —        | —        | 19     | 0      |
| 2018/19         | Union Sint-Gillis | Vlag van België | Eerste klasse B | 0          | 0          | 1     | 0     | —        | —        | 1      | 0      |
| 2018/19         | Beerschot VA      | Vlag van België | Eerste klasse B | 13         | 0          | 0     | 0     | —        | —        | 13     | 0      |
| 2019/20         | Beerschot VA      | Vlag van België | Eerste klasse A | 3          | 0          | 0     | 0     | —        | —        | 3      | 0      |
| 2020/21         | Beerschot VA      | Vlag van België | Eerste klasse A | 4          | 0          | 0     | 0     | —        | —        | 4      | 0      |
| Carrière totaal | Carrière totaal   | Carrière totaal | Carrière totaal | 38         | 0          | 2     | 0     | 0        | 0        | 40     | 0      |